# Очанка лекарственная
Оча́нка лека́рственная (лат. Euphrásia officinális) — вид травянистых растений рода Очанка (Euphrasia) семейства Заразиховые (Orobanchaceae).

## Ботаническое описание

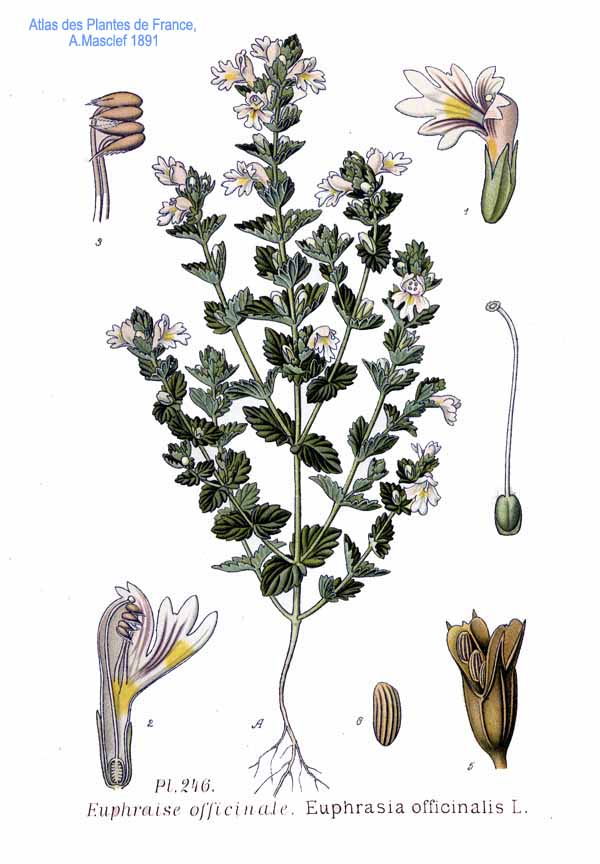

Однолетнее травянистое полупаразитическое растение высотой 10—15 см.
Листья мелкие, голые, яйцевидные, зубчатые.
Цветки мелкие, белого цвета, с жёлтым пятном посередине. Околоцветник зигоморфный, сростнолепестный. Цветёт с июня по сентябрь.
Плод — сухая коробочка.

## Распространение и экология
Произрастает на лугах, пустошах, по обочинам дорог.
Встречается повсюду в Европе. В России распространена повсеместно.

## Лекарственное применение
Настой сухой травы очанки внутрь применяется при заболеваниях желудочно-кишечного тракта, печени, ангине, ревматизмах. Также из настоя очанки делают примочки при воспалительных процессах в глазах.

## Классификация

### Таксономическое положение
- Euphrasia officinalis L., 1753, Sp. Pl. : 604

Положение очанки лекарственной в границах вида внутри рода очанка (Euphrasia) в настоящее время многими ботаниками, как российскими, так и зарубежными, считается неопределённым, поскольку для многих видов рода присущ апомиксис, то есть образование семян без оплодотворения, кроме того имеются сезонные расы (диморфизм).

На протяжении длительного времени многие европейские виды объединялись под одним названием — очанка лекарственная (Euphrasia officinalis), пока австрийский ботаник Р. Веттштейн в 1896 году не раздробил род очанка на многочисленные отдельные виды, статус которых продолжает до настоящего времени уточняться исследователями.
Вид Очанка лекарственная включается в род Очанка (Euphrasia) семейства Заразиховые (Orobanchaceae) порядка Ясноткоцветные (Lamiales), последовательно входящего в более крупные клады Ламииды → Астериды → Суперастериды → Эвдикоты → Цветковые растения. Таксономическая схема в соответствии с Системой APG IV по состоянию на июнь 2024 года:
|  |                          |  |                                   |                                   |                       |  | еще 23 семейства | еще 23 семейства |                          |  |                          |  | еще 257 подтвержденных видов и 105 видов, ожидающих подтверждения | еще 257 подтвержденных видов и 105 видов, ожидающих подтверждения |  |
|  |                          |  |                                   |                                   |                       |  | еще 23 семейства | еще 23 семейства |                          |  |                          |  | еще 257 подтвержденных видов и 105 видов, ожидающих подтверждения | еще 257 подтвержденных видов и 105 видов, ожидающих подтверждения |  |
|  |                          |  |                                   | порядок Ясноткоцветные            |                       |  |                  |                  | еще 98 родов             |  |                          |  |                                                                   |                                                                   |  |
|  |                          |  |                                   | порядок Ясноткоцветные            |                       |  |                  |                  | еще 98 родов             |  | 5 внутривидовых таксонов |  |                                                                   |                                                                   |  |
|  | клада Цветковые растения |  |                                   |                                   | семейство Заразиховые |  |                  |                  | вид Очанка лекарственная |  |                          |  |                                                                   |                                                                   |  |
|  | клада Цветковые растения |  |                                   |                                   |                       |  |                  |                  |                          |  |                          |  |                                                                   |                                                                   |  |
|  |                          |  | ещё 63 порядка цветковых растений | ещё 63 порядка цветковых растений |                       |  |                  | род Очанка       | род Очанка               |  |                          |  |                                                                   |                                                                   |  |
|  |                          |  |                                   | ещё 63 порядка цветковых растений |                       |  |                  |                  | род Очанка               |  |                          |  |                                                                   |                                                                   |  |

### Внутривидовые таксоны
- Euphrasia officinalis subsp. anglica (Pugsley) Silverside
- Euphrasia officinalis subsp. campestris (Jord.) Kerguélen & Lambinon
- Euphrasia officinalis subsp. monticola Silverside
- Euphrasia officinalis subsp. officinalis
- Euphrasia officinalis subsp. pratensis Fr.